# Посохина, Юлия Михайловна
Юлия Михайловна Посохина (род. 23 июня 1998 года, Москва, РСФСР, СССР) — российский дизайнер, член-корреспондент РАХ (2023).

## Биография
Родилась 23 июня 1998 года в Москве, где живёт и работает.
В 2019 году — окончила школу дизайна НИУ ВШЭ по направлению «Дизайнер городской среды и интерьера», в 2021 году — магистратуру НИУ ВШЭ по направлению «Современный дизайн в преподавании изобразительного искусства и технологий в школе», а в 2023 году — аспирантуру там же.
С 2020 года — научный сотрудник образовательного отдела, заведующий отделом научной информации и библиографии Московского музея современного искусства.
Ведет педагогическую деятельность: ассистент, а с 2019 года — преподаватель факультета до вузовской подготовки кафедры «Дизайн среды» школы дизайна НИУ ВШЭ; с 2020 года — приглашенный преподаватель в Лицее НИУ ВШЭ; с 2023 года — член экспертного совета комиссии по оценке проектов по дизайну, архитектуре и градостроительству при вузе НИУ ВШЭ.
С 2022 года — проводит организует творческие мастер-классы по живописи.
С 2023 года — член Московского союза художников.
В 2023 году — избрана членом-корреспондентом Российской академии художеств от Отделения дизайна.

## Награды
- Диплом II степени в номинации «Лучшая концепция нереализованного проекта» НОПРИЗ
- Лауреат конкурса «Искусство сокрытия» Музея архитектуры имени А. В. Щусева